# Tourisme de la drogue
Pour les articles homonymes, voir Tourisme (homonymie).

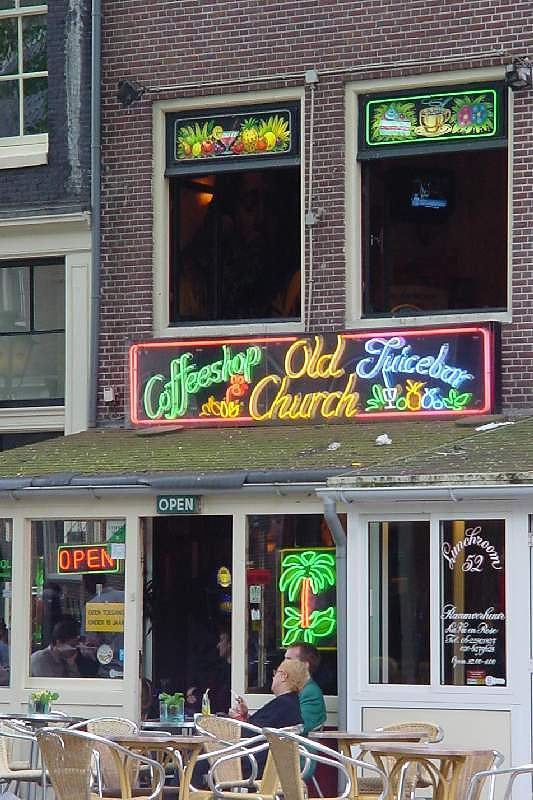
Un coffee shop à Amsterdam.

Le tourisme de la drogue est pratiqué par les personnes qui voyagent vers les pays ayant une législation plus souple ou une répression de l'usage moins stricte en matière de psychotropes, afin de se procurer des psychotropes illicites ou surtaxés dans leur pays voire de consommer sur place.
On parle parfois de narcotourisme s'il s'agit d'un trafic de grande ampleur, mais le tourisme de la drogue se pratique généralement à titre individuel et vise surtout de petites quantités et donc de faibles sommes d'argent.

## Le cas néerlandais
En Europe, l'expression tourisme cannabique est parfois utilisée pour désigner plus spécifiquement le tourisme généré par les coffee shops, notamment aux Pays-Bas (Amsterdam). Les substances qui y sont vendues demeurent cependant soumises aux législations nationales et aux traités internationaux ; il est par conséquent interdit de les amener ailleurs en Europe.
Les nuisances causées par les coffee shops (allées et venues incessantes) ont été reconnues par les Pays-Bas dans le Rapport continuité et changement de 1995. Leur existence a incité les autorités à proposer différentes mesures d'atténuation : déplacement des coffee shops en périphérie des villes ou regroupement de ceux-ci dans un seul quartier, mise en place d'un système d'abonnement réservé aux résidents, etc.
En 1995 à Rotterdam, une opération portant le nom de plan Victor a mis l'accent sur le tourisme de la drogue, et visait notamment à entraver l'accès aux lieux de deal, puis à augmenter les interpellations et les procédures d’expulsion, lesquelles furent facilitées par des accords avec les pays d'origine des touristes ciblés. Ce plan a permis l'interpellation de 3 286 personnes en 1995 (dont 798 étrangers dont 332 français) et de 2 850 personnes en 1996 (303 étrangers dont 120 français).